# Juan Altisent
Joan Altisent i Ceardi (Barcelone, 8 février 1891 - Barcelone, 25 juin 1971) est un compositeur espagnol.

## Biographie
Il a étudié la musique au Conservatoire de Barcelone et a dirigé pendant de nombreuses années l'Orfeó Barcelonés. Il s'est également consacré à l'enseignement de la musique. Comme compositeur, il suit une voie traditionnelle, s'intéressant spécialement à la musique de la Renaissance.

## Œuvres

### Opéra
- Lirio di valli (1957)
- En Tirant lo Blanc a Grècia (1958), opéra bouffe sur un livret de Joan Sales qui amis en vers l'œuvre originale
- Amunt (1952); opéra créé au Grand théâtre du Liceu, sur un livret de Jaume Picas, avec l'intervention de José Carreras encore enfant.
- Un bateig de fadrins i mosses (inédit), zarzuela en un acte sur un livret de Josep Iglésies.

### Musique d'orchestre
- Prélude pour un drame musical.
- Canciones catalanas, soprano soliste (1936).
- Canciones castellanas, soprano soliste (1951)
- Concerto pour hautbois et orchestre (1953).
- Double concerto pour flûte, clarinette et orchestre (1954)
- Concerto pour harpe et orchestre (1955).

### Musique chorale
- Poema de la Resurrección.

### Musique de chambre
- Scherzo et choral avec variations, quintette à vent.